# Taurillon mésange
Vous lisez un « article de qualité » labellisé en 2013.
Pour les articles homonymes, voir Taurillon (oiseau) et Taurillon (homonymie).
Anairetes parulus
Espèce
Statut de conservation UICN

 LC  : Préoccupation mineure
Le Taurillon mésange (Anairetes parulus) est une espèce de passereaux de la famille des Tyrannidae. Il mesure une dizaine de centimètres et possède une crête voyante et caractéristique. La tête est noire, avec des bandes blanches supra-lorales et post-oculaires. Son dos gris-brun terne contraste avec sa gorge blanche et sa poitrine couvertes de stries noires, et avec son bas-ventre d'un jaune pâle uni. Il y a peu de différences notables au niveau du plumage entre les différentes sous-espèces reconnues. Ce tyrannidé est très vocal et possède un large répertoire de chants.
Ce taurillon défend son territoire contre les autres taurillons et, à l'exception de la population la plus méridionale, n'est pas migrateur. Le Taurillon mésange se nourrit principalement d'insectes qu'il chasse sur ou à partir de petits arbustes, généralement depuis un perchoir ; il chasse généralement en couple. La saison de reproduction change selon les conditions géographiques. Deux à trois œufs sont normalement pondus, deux fois par an, dans un nid en forme de coupe tapissée de petites plumes et faite de racines, d'herbes et de lichens.
Cette espèce vit dans l'Ouest de l'Amérique du Sud, son aire de répartition s'étendant depuis le Sud de la Colombie, le long de la cordillère des Andes jusqu'à la Terre de Feu. Il peuple plutôt les forêts de montagne et les zones arbustives supérieures, mais se montre généraliste pour le choix de son habitat et on le rencontre dans un large éventail d'écosystèmes. On reconnaît trois sous-espèces au Taurillon mésange, la nominale parulus, aequatorialis et patagonicus ; l'espèce est très proche du Taurillon de Juan Fernandez (A. fernandezianus). Le Taurillon mésange est considéré comme espèce de « préoccupation mineure » par l'Union internationale pour la conservation de la nature.

## Description

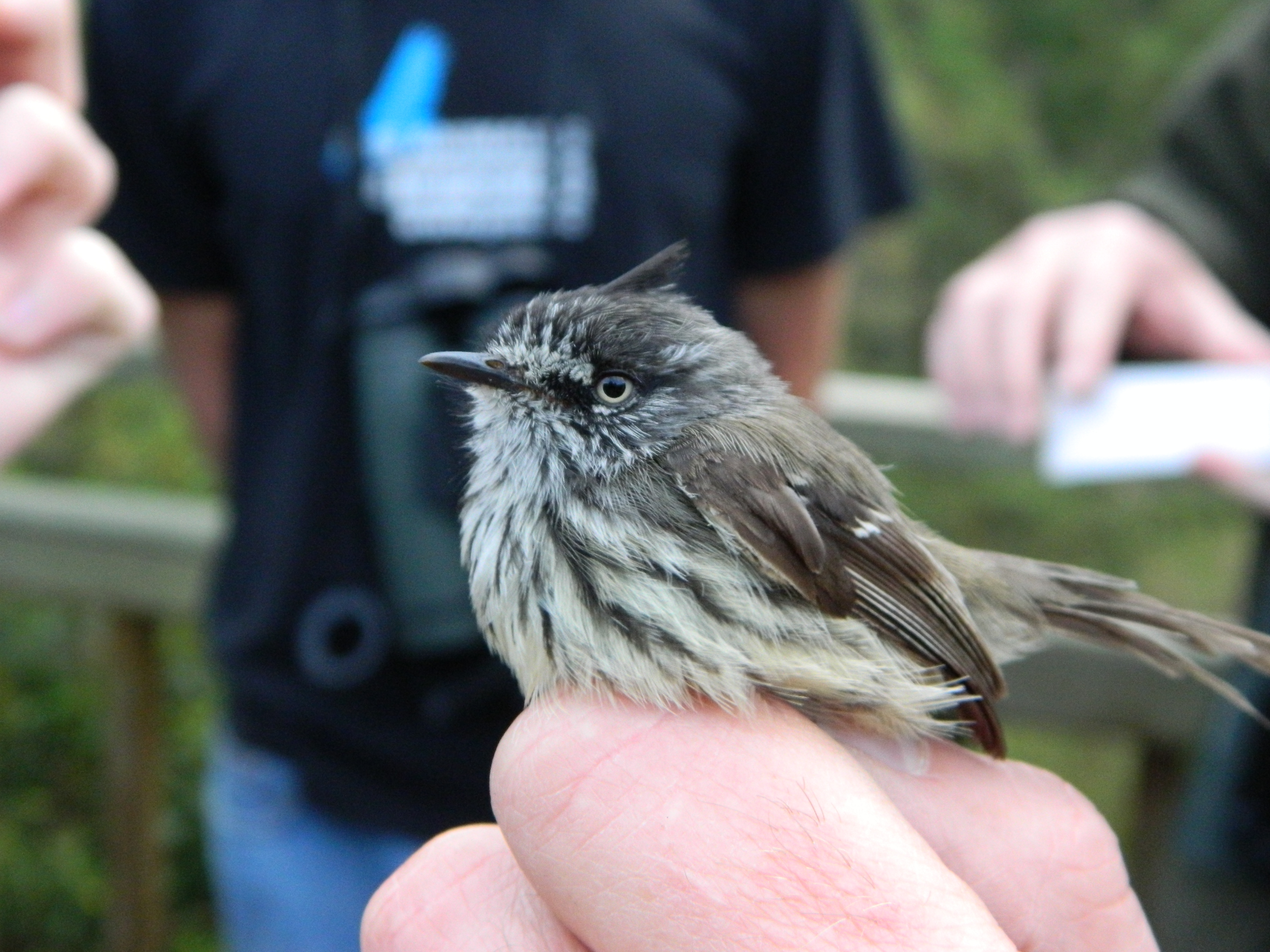
Un individu de la sous-espèce A. p. aequatorialis tenu en main.

Le Taurillon mésange est un petit oiseau, mesurant en moyenne de 9,5 à 11 centimètres de long et pesant environ 6 grammes, ; il est le plus petit membre des huit taurillons, qui forment les genres Anairetes et Uromyias. Il possède une longue crête recourbée généralement bien visible et souvent bifide, donnant l'impression que l'oiseau a deux crêtes. Les plumes de cette crête sont noires et sortent du centre de la calotte noire de l'oiseau, bien que la crête cache parfois une petite tache blanche sur la tête. La tête est globalement noire avec des bandes blanches supra-lorales et post-oculaires. L'iris est blanc crème à jaune pâle et le bec est noir. Le dos de ce taurillon est d'un brun grisâtre mat, et les ailes et la queue un peu plus sombres. Les ailes présentent également deux barres alaires étroites blanches, tandis que les rectrices externes sont blanches. La gorge et la poitrine sont blanches et couvertes de rayures allant du gris foncé au noir, qui s'amincissent vers le bas de la poitrine et vers les côtés. Le ventre est d'un jaune pâle qui s'estompe quand le plumage s'use, tandis que les pattes de l'oiseau sont de couleur noire. Les mâles et les femelles sont d'apparence semblable, bien que les femelles soient généralement plus petites et ont en moyenne de plus petites crêtes,. Le juvénile a une coloration plus terne et a une courte crête ; ses barres alaires sont plus chamoisées et il n'a pas de point blanc sur la calotte.
Il y a peu de variations dans le plumage entre les trois sous-espèces. Anairetes parulus aequatorialis a en moyenne les parties supérieures plus brunes que la sous-espèce type, avec des stries plus larges et plus étendues sur la poitrine, et des barres alaires blanches plus larges et plus distinctes. A. p. patagonicus se distingue plus facilement de la sous-espèce nominale, étant globalement d'un gris plus pâle, en particulier sur la calotte, et les barres alaires et les stries de la poitrine sont plus larges et plus distinctes. Le ventre de A. p. patagonicus est aussi d'un jaune plus pâle allant jusqu'à blanc.
La crête du Taurillon mésange est un caractère distinctif mais pas toujours visible sur le terrain. L'oiseau peut être confondu avec le Taurillon roitelet (A. reguloides), dont il se distingue notamment par le croupion jaune, mais aussi avec le Taurillon agile (Uromyias agilis) et le Taurillon à bec jaune (A. flavirostris). Le Taurillon agile est beaucoup plus grand que le Taurillon mésange, avec une plus longue queue et un épais sourcil blanc, et a les parties supérieures barrées en plus des inférieures. Le Taurillon à bec jaune se distingue notamment par sa mandibule claire.

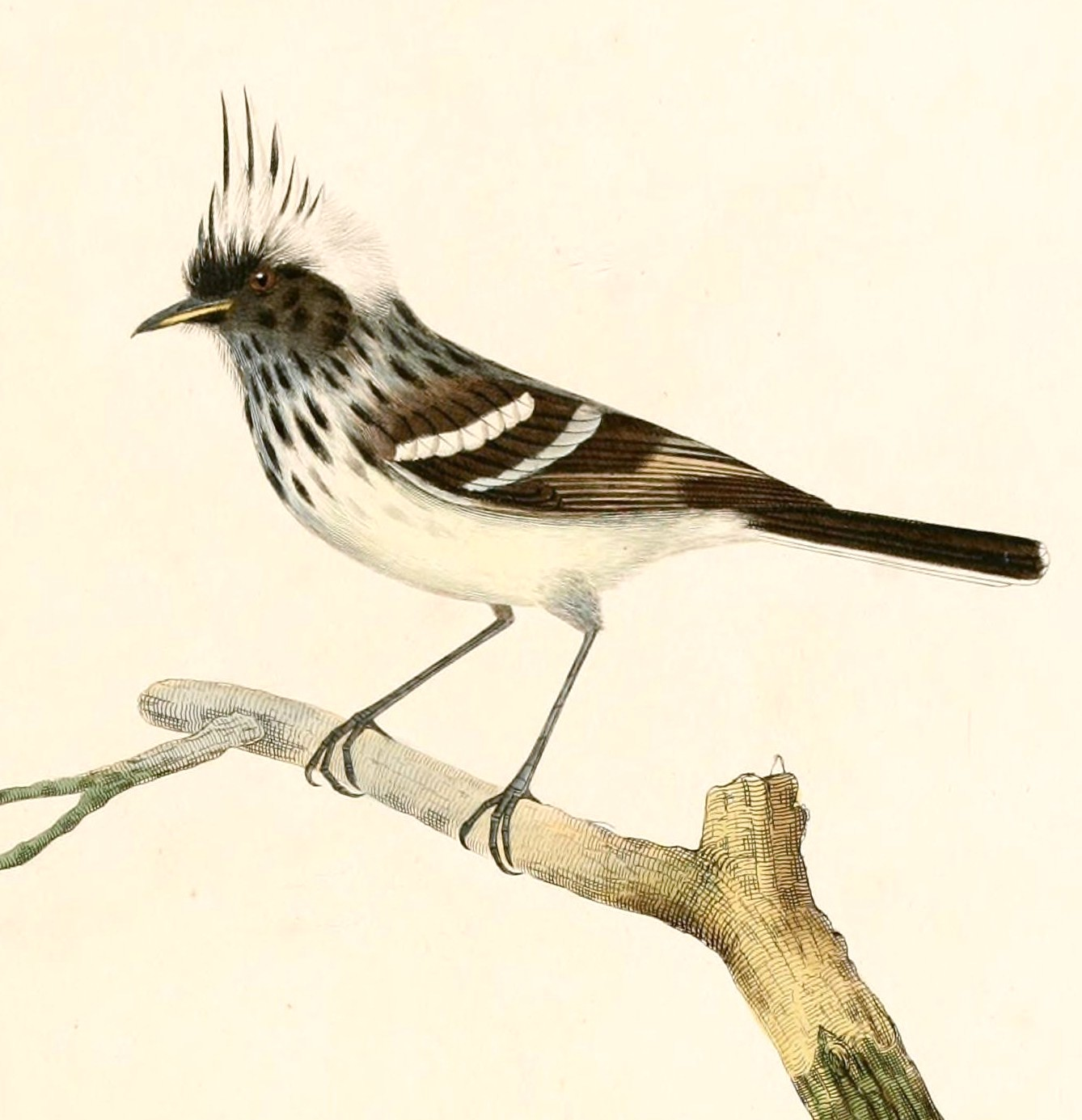
Dessin d'un Taurillon roitelet (A. reguloides).
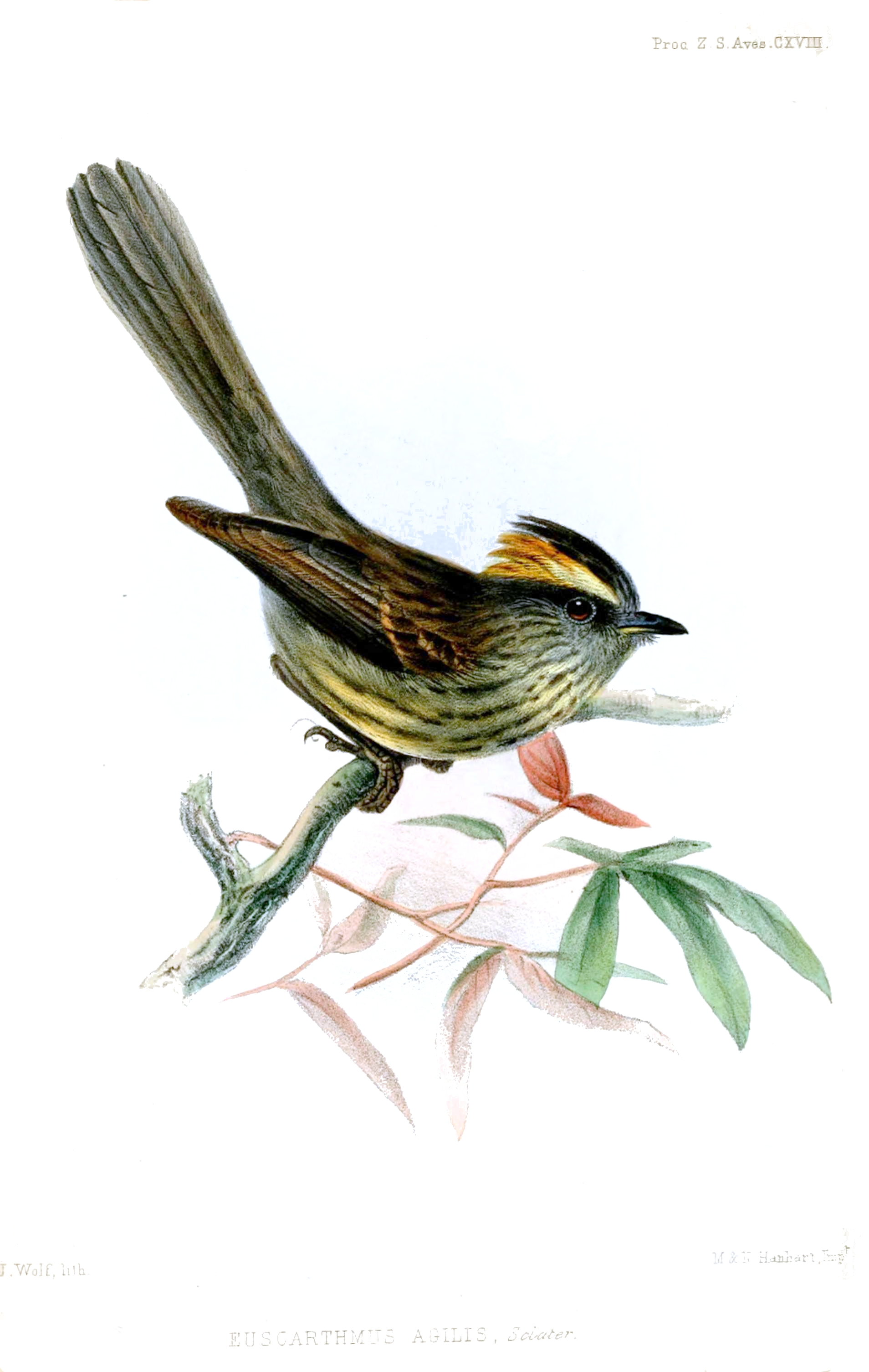
Dessin d'un Taurillon agile (Uromyias agilis).

## Écologie et comportement

### Vocalisations
Ce tyrannidé émet un chant aigu et puissant. Selon la littérature anglophone, il produit également un rapide chuit-chuit-chuit-chuit-chuit-chidi-didi, et des notes en simple chuit sont de temps en temps émises dans une lente série d'appels. Lors de la recherche de nourriture en couple, les Taurillons mésanges restent en contact avec un cri en perr-riit. Le cri de contact de l'espèce a été décrit comme un pluit-pluit, toujours dans la littérature anglophone. Le Taurillon mésange est également connu pour produire un long et faible trille.

### Territorialité
Ce taurillon semble être territorial en défendant ce qu'il considère comme son territoire d'alimentation, même s'il ne montre ce comportement territorial qu'envers les membres de son espèce. Quand les oiseaux défendent leur territoire, que ce soit seuls ou en couple, ils commencent leur défense en criant rapidement et en hésitant quant au comportement à adopter, en s'essuyant le bec ou en gonflant les ailes par exemple. Ils dressent ensuite leur crête et chassent l'autre taurillon à travers les buissons, en l'attaquant parfois physiquement. Le taurillon victorieux retourne ensuite à son occupation d'alimentation normale.

### Alimentation
Le Taurillon mésange se nourrit d'insectes et se montre généraliste. Il a été observé consommant des graines dans de rares circonstances. Il prospecte activement en couple ou, après la saison de reproduction, en petits groupes familiaux. Il peut également se nourrir dans des volées mixtes d'alimentation, bien que ce comportement soit anormal. Lorsqu'il se mêle à de tels groupes, on le voit le plus souvent avec le Synallaxe rayadito (Aphrastura spinicauda) ; des volées mixtes comptant jusqu'à trente Taurillons mésanges ont été observées. Les oiseaux en couple se nourrissent souvent en sautillant et maintiennent un contact visuel constant avec leur partenaire. Cette espèce se nourrit dans tous les étages de son habitat, du sous-bois jusqu'à la canopée.

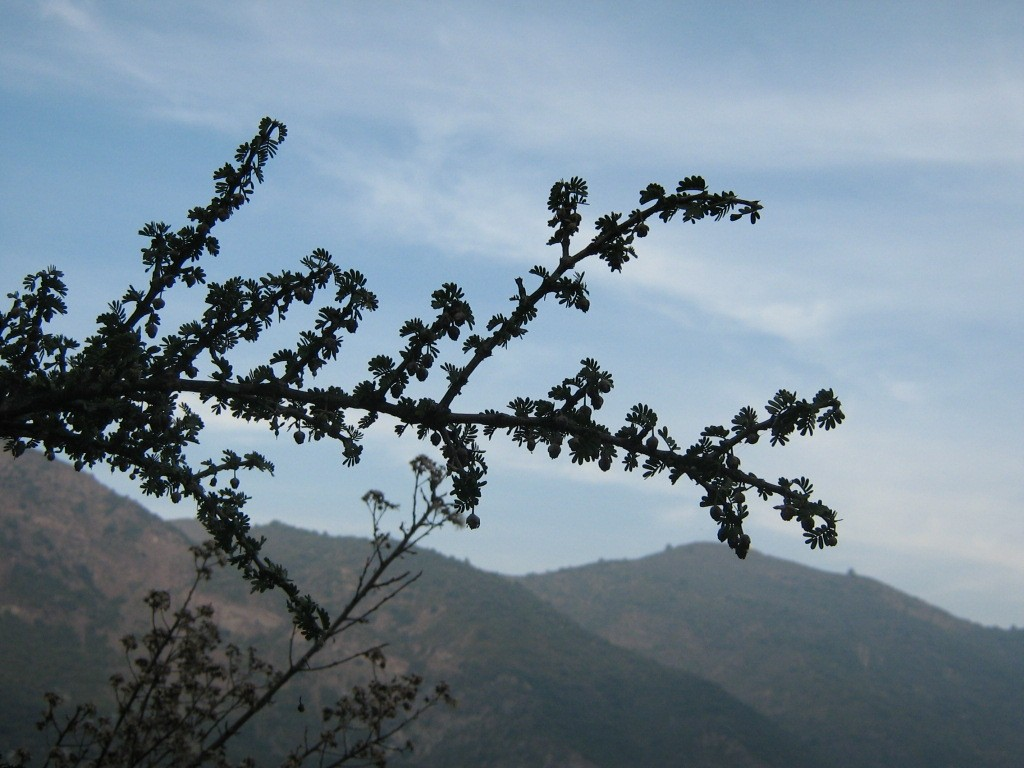
Porlieria chilensis dans l'habitat du Taurillon mésange, au Chili.

Lorsqu'il s'alimente, ce tyrannidé fait de nombreux petits vols de perchoir en perchoir, préférant chasser dans les arbustes à petites feuilles, en particulier ceux des genres Adesmia, Baccharis et Porlieria. L'oiseau atterrit souvent près de la base de l'arbuste et monte à travers celui-ci tout en relevant fréquemment sa queue vers le haut et en frémissant des ailes,. Ce faisant, il pivote parfois autour de son perchoir. Le Taurillon mésange attaque en moyenne trois proies par minute ; sa méthode d'alimentation a parfois été comparée à celle d'un roitelet.
Le Taurillon mésange utilise trois stratégies de chasse différentes pour attraper ses proies. La stratégie de chasse primaire consiste simplement à attraper des insectes à partir d'un perchoir ; l'oiseau se tient redressé avec ses ailes descendues en dessous de la queue, qui est orientée vers le bas. De cette position, le taurillon scrute vers le haut dans la végétation pendant trois à cinq secondes avant d'attaquer, une préméditation étonnante pour un petit tyrannidé.
La deuxième stratégie de chasse observée couramment est le vol stationnaire, pour lequel le taurillon s'envole de son perchoir, et fait du sur place en attrapant ses proies dans la végétation. Une troisième stratégie, moins fréquemment utilisée, est le « gobage de mouches », ou flycatching en anglais ; l'oiseau s'envole de son arbuste et capture des proies en plein vol. L'insecte peut être saisi près du perchoir ou à une courte distance, ce qui nécessite souvent pour l'oiseau de poursuivre sa proie. Les couples peuvent collaborer pour chasser : un oiseau se cache tranquillement dans l'arbuste tandis que l'autre attrape des insectes à proximité ; après une douzaine d'attaques, les oiseaux changent de rôle.

### Reproduction
Ce taurillon élève habituellement deux couvées par an. Les populations du nord nichent de janvier à juin, celles du sud d'août à janvier. Le Taurillon mésange mâle est agressif pendant la saison de reproduction, chassant souvent les rivaux potentiels par des vols ondulants lors desquels l'oiseau émet des vrombissements. Le nid est construit dans les arbustes ou les bambous, fréquemment à côté d'un ruisseau, d'une clairière ou d'un chemin, et il est souvent bien caché. Une étude menée dans le centre du Chili portant sur les mœurs reproductives de plusieurs passereaux a montré que le Taurillon mésange avait une période de reproduction relativement courte et tardive ; les oiseaux de la zone étudiée montraient une préférence marquée pour les arbustes Schinus polygamus pour la construction du nid, à raison de 1,4 nid par hectare.
Le nid est petit et compact, prenant la forme d'une coupe ouverte. Celle-ci est faite de racines, de lichens, d'herbes et de poils plumeux de chardons, tandis que de petites plumes couvrent l'intérieur,. La composition en matériaux des nids des Taurillons mésanges est remarquablement constante. Deux à trois œufs jaune crémeux sont pondus dans le nid ; ils ont une taille moyenne de 15,1 × 11,8 mm.

## Répartition et habitat

Répartition de l'espèce en Amérique du Sud.

Le Taurillon mésange vit en Colombie, en Équateur, au Pérou, en Bolivie, en Argentine et au Chili. Son aire de répartition se limite essentiellement à la cordillère des Andes dans les parties septentrionales de son aire de distribution, mais s'élargit dans le sud de celle-ci pour atteindre les côtes. L'oiseau est erratique aux Malouines. Il s'agit de l'espèce de taurillons la plus abondante et la plus répandue. La sous-espèce méridionale, A. p. patagonicus, migre vers le Nord de l'Argentine après la saison de reproduction, mais les autres populations ne sont pas migratrices. Le Taurillon mésange peut se rencontrer aux mêmes lieux et altitudes que le Taurillon à bec jaune (A. flavirostris), mais il fréquente généralement des zones plus humides.
Il vit préférentiellement dans les forêts et les zones arbustives des montagnes d'altitude. Il se montre cependant généraliste dans le choix de son habitat et peut aussi vivre dans les « forêts des elfes », au bord des forêts de nuages, des bois de Polylepis, des forêts broussailleuses de bambous du genre Chusquea, dans les forêts tempérées ou dans les broussailles xérophytes. Il semble revenir s'installer dans les zones touchées par le feu à un taux normal pour les oiseaux du Páramo, et recolonise les zones récemment brûlées sans attendre que celles-ci aient complètement retrouvé leur état normal. Le Taurillon mésange vit le plus souvent entre 1 800 et 3 500 mètres d'altitude, mais on peut le rencontrer jusqu'au niveau de la mer au Chili et jusqu'à 4 200 mètres dans les Andes.

## Taxinomie et systématique

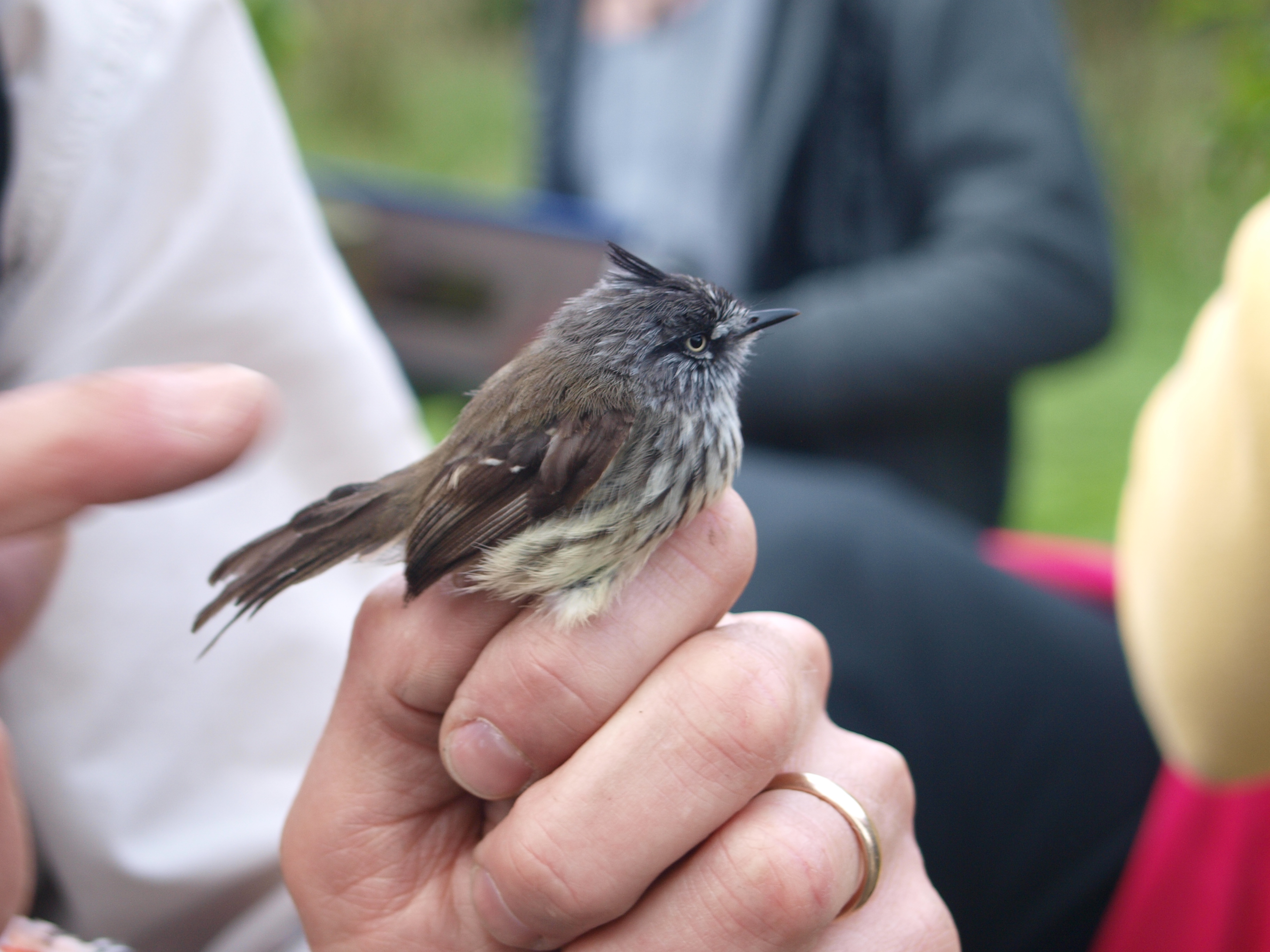
Un individu de la sous-espèce A. p. aequatorialis.

Le Taurillon mésange a été décrit par Heinrich von Kittlitz en 1830 sous le protonyme de Muscicapa parulus et à partir d'un spécimen collecté près de Valparaíso, au Chili. L'espèce est transférée par H.G. Ludwig Reichenbach en 1850 du genre Muscicapa, qui ne contient aujourd'hui plus que les gobemouches de l'Ancien Monde, vers le genre Anairetes. Le nom de ce dernier genre est jugé trop similaire au genre de coléoptères déjà existant Anaeretes Dejean, 1836, nomen nudum par Harry Church Oberholser qui crée le genre Spitzitornis pour le remplacer. Ce renommage en Spitzitornis est finalement annulé et les taurillons retournent dans le genre Anairetes.
Le genre Anairetes appartient à la famille des Tyrannidae. Il est très proche du genre Uromyias, dont les espèces étaient autrefois placées dans le genre Anairetes, et pourrait être étroitement lié aux genres Mecocerculus et Serpophaga, dont les espèces sont appelées « tyranneaux ». Il n'existe cependant encore aucune preuve définitive à l'appui de cette allégation. Le Taurillon mésange forme une super-espèce avec le Taurillon de Juan Fernandez (A. fernandezianus).
Selon le Congrès ornithologique international et Alan P. Peterson, il existe trois sous-espèces :
- Anairetes parulus aequatorialis Berlepsch & Taczanowski, 1884 est la sous-espèce la plus septentrionale, et vit dans les Andes, du Sud de la Colombie, jusqu'à l'Ouest de la Bolivie et le Nord de l'Argentine[2],[19] ;
- Anairetes parulus patagonicus (Hellmayr, 1920), vit dans le centre et l'Ouest de l'Argentine[2],[19] ;
- Anairetes parulus parulus (Kittlitz, 1830), la sous-espèce type, vit depuis l'Ouest du Chili et dans le Sud-Ouest de l'Argentine jusqu'en Terre de Feu[2],[19].

Alexander Wetmore décrit en 1923 une sous-espèce lippus, vivant dans l'extrême Sud du Chili, près du détroit de Magellan : les oiseaux seraient plus sombres que ceux de la sous-espèce type, moins olivâtres, avec une tête d'un noir plus terne et une poitrine plus barrée. En 1979, Melvin Alvah Traylor, Jr. fait de ce taxon un synonyme de la sous-espèce A. p. parulus dans l'ouvrage Checklist of Birds of the World, mais il reste parfois encore utilisé.

## Menaces et conservation
Le Taurillon mésange est considéré comme espèce de « préoccupation mineure » par l'Union internationale pour la conservation de la nature en raison de son aire de répartition vaste estimée à 2 640 000 km2 et de sa population stable qui, bien que n'étant pas précisément estimée, doit être bien au-dessus du seuil des 10 000 individus sous lequel une espèce commence à être considérée comme en danger. Il est un oiseau rare à commun selon les zones de son aire de répartition. Cette espèce est considérée comme ayant une faible sensibilité aux perturbations humaines de son habitat.